# Serious Moonlight (film)

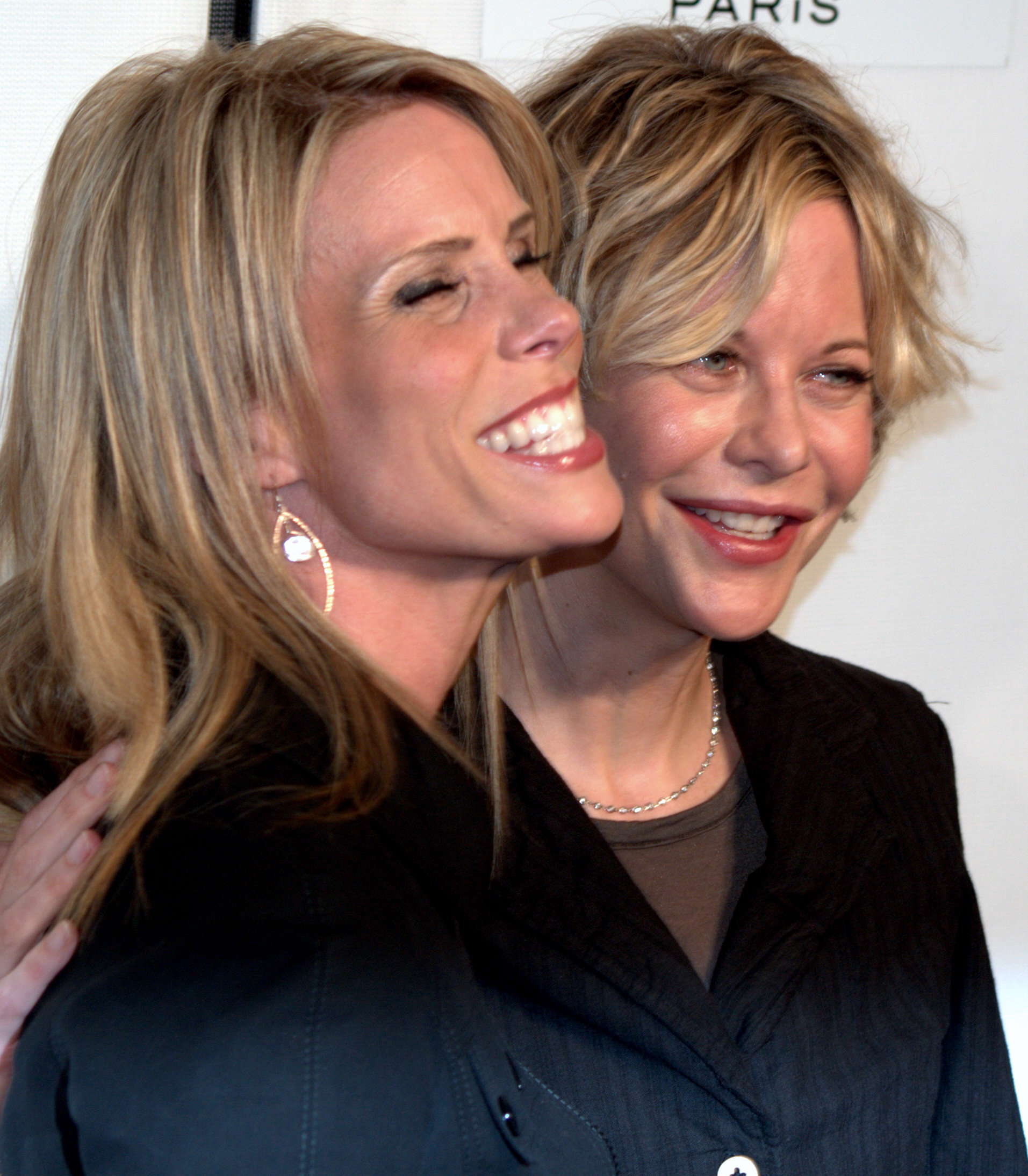
Cheryl Hines en Meg Ryan, 2009

Serious Moonlight is een Amerikaanse film onder regie van Cheryl Hines, uitgebracht in december 2009.

## Plot
Louise is een succesvolle en hoogstaande advocaat die ontdekt dat haar man haar wil verlaten voor een andere vrouw. Ze probeert dit te voorkomen door hem vast te binden aan het toilet en zijn mond te bedekken met tape. Conflicten worden groter wanneer een groep dieven in het huis breken en de man volledig in hun macht hebben.

## Rolbezetting
| Acteur         | Personage |
| -------------- | --------- |
| Meg Ryan       | Louise    |
| Timothy Hutton | Ian       |
| Kristen Bell   | Sara      |
| Justin Long    | Todd      |

## Productie
Adrienne Shelly schreef het script van de film in 2006. Het was haar laatste script, aangezien ze op 1 november dat jaar op 40-jarige leeftijd stierf. Op 29 oktober 2007 werd aangekondigd dat actrice Cheryl Hines de film zou regisseren. De actrice, die hiermee haar regiedebuut maakte, schiep een band met Shelly tijdens de opnames van de film Waitress (2007). Ze vertelde zich 'trots te voelen de film te mogen regisseren'.
Op 7 april 2008 werd bevestigd dat Kristen Bell en Justin Long in de film zouden spelen. De film werd binnen drie weken opgenomen met een relatief klein budget.